# Karlos Dansby
(en) Statistiques sur pro-football-reference
Karlos Montez Dansby, né le 3 novembre 1981 à Birmingham en Alabama, est un joueur professionnel de football américain, évoluant au poste de linebacker, qui est actuellement agent libre. Il joue au football universitaire pour les Tigers de l'université d'Auburn où il reçoit une reconnaissance All-american,. Il est sélectionné par les Cardinals de l’Arizona au deuxième tour de la draft 2004 de la NFL et a également joué pour les Dolphins de Miami, les Browns de Cleveland et les Bengals de Cincinnati.